# Brantford City
Pour les articles homonymes, voir Brantford (homonymie).
Circonscription électorale fédérale du Canada
Brantford City est une circonscription électorale fédérale de l'Ontario, représentée de 1925 à 1949.
La circonscription de Brantford City est créée en 1924 d'une partie de Brantford. Abolie en 1947, elle est fusionnée à Brant pour former la nouvelle circonscription de Brantford

## Géographie
En 1924, la circonscription de Brantford City comprenait:
- Dans le comté de Brant
  - La cité de Brantford
  - Le canton d'Oakland et une partie du canton de Brantford

## Députés
| Législature                             | Années                            | Député                            | Député                            | Parti                             |
| Brantford City issue de Brantford       | Brantford City issue de Brantford | Brantford City issue de Brantford | Brantford City issue de Brantford | Brantford City issue de Brantford |
| --------------------------------------- | --------------------------------- | --------------------------------- | --------------------------------- | --------------------------------- |
| 15e                                     | 1925–1926                         |                                   | Robert Edwy Ryerson               | Conservateur                      |
| 16e                                     | 1926–1930                         |                                   | Robert Edwy Ryerson               | Conservateur                      |
| 17e                                     | 1930–1935                         |                                   | Robert Edwy Ryerson               | Conservateur                      |
| 18e                                     | 1935–1940                         |                                   | William Ross Macdonald            | Libéral                           |
| 19e                                     | 1940–1945                         |                                   | William Ross Macdonald            | Libéral                           |
| 20e                                     | 1945–1949                         |                                   | William Ross Macdonald            | Libéral                           |
| Circonscription dissoute dans Brantford |                                   |                                   |                                   |                                   |